# Eleutherodactylus alcoae
Eleutherodactylus alcoae är en groddjursart som beskrevs av Schwartz 1971. Eleutherodactylus alcoae ingår i släktet Eleutherodactylus och familjen Eleutherodactylidae. IUCN kategoriserar arten globalt som starkt hotad. Inga underarter finns listade i Catalogue of Life.